# Abenteuer Mittelalter
Abenteuer Mittelalter – Leben im 15. Jahrhundert ist der Titel einer fünfteiligen Dokumentarreihe, die im November 2005 auf Arte und im MDR ausgestrahlt und in Gemeinschaftsproduktion von ARD, Arte und MDR hergestellt wurde. Gedreht wurde auf Schloss Burgk in Thüringen im Sommer 2005.

## Konzept
Thema der Dokumentation war das Leben auf einer mittelalterlichen Burg. Dabei sollte das Leben im Mittelalter von zwölf Menschen bestmöglich nachgelebt werden. Hierbei wurde das Konzept der Produktionen wie Schwarzwaldhaus 1902 angewandt.
Im Zentrum der Reihe stand ein Burgvogt und ein Knappe, welcher zum Ritter ausgebildet werden soll. Dabei bildete das harte Leben im Mittelalter, Nahrungszubereitung, mangelnde Hygiene und Standesunterschiede den erzählerischen Rahmen.